# Beechingstoke
 (septembre 2023).
Beechingstoke est une paroisse civile et un village du Wiltshire, en Angleterre.